# Hanwerth
Hanwerth ist ein Ortsteil der rheinland-pfälzischen Gemeinde Mudenbach im Westerwaldkreis. Sie gehört mit Mudenbach zur Verbandsgemeinde Hachenburg.

## Geographische Lage

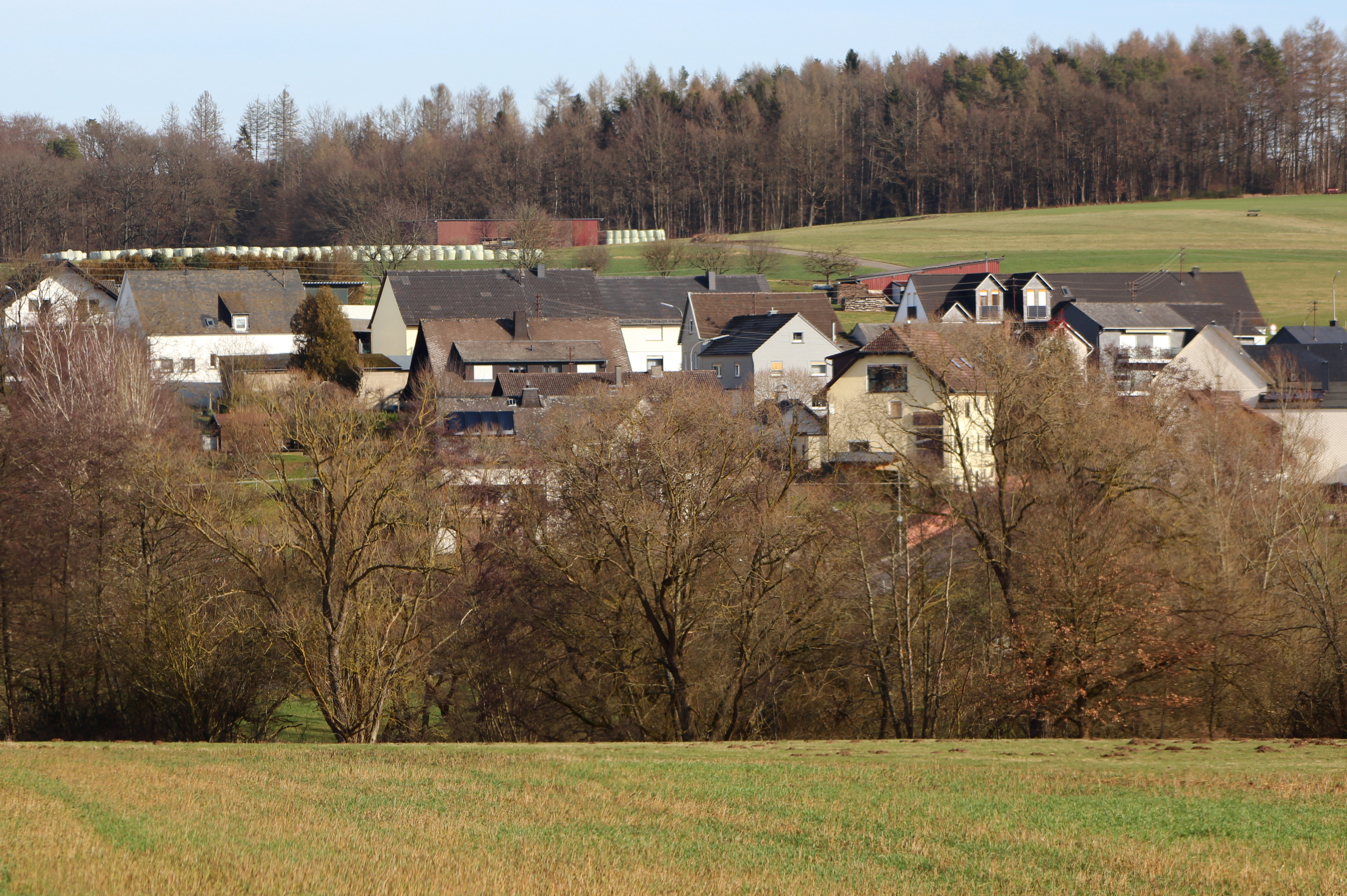
Ansicht von Hanwerth

Hanwerth liegt etwa 500 m südlich des Hauptortes Mudenbach und etwa 5 km westlich von Hachenburg bei etwa 270 m. Der Rothenbach fließt südöstlich des Orts und mündet südlich von Hanwerth als rechter Zufluss in die Wied. Nächstgelegene Orte sind neben dem Hauptort Mudenbach in Norden der Hatterter Ortsteil Laad (etwa 1 km südöstlich), die Gemeinde Winkelbach (etwa 1,5 km südlich) und die Gemeinde Wahlrod (etwa 1,75 km südwestlich), deren Gemeindegebiet unmittelbar südlich von Hanwerth und der Wied beginnt.

## Geschichte

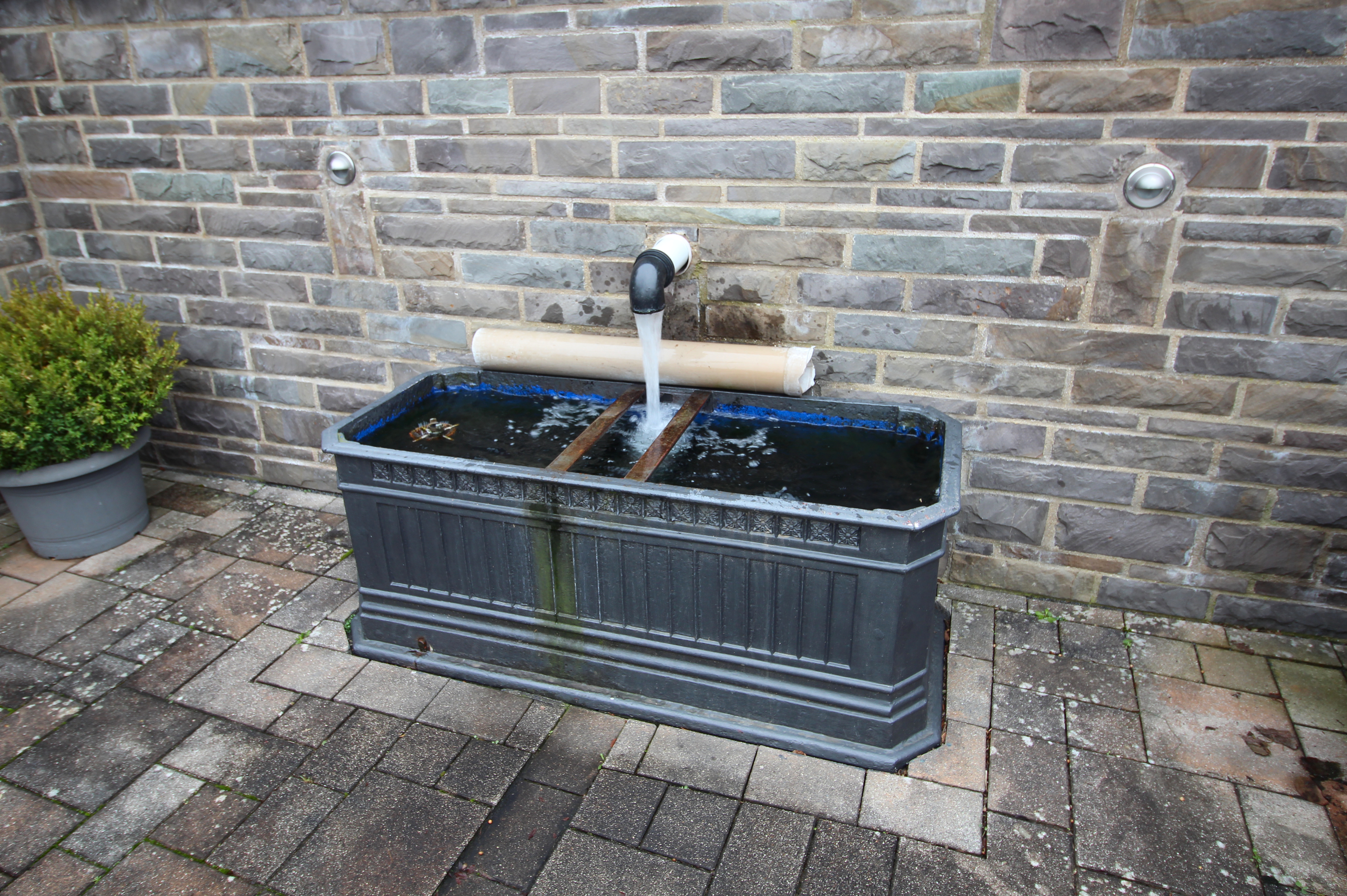
Das gusseiserne Brunnenbecken in der Hanwerther Ortsmitte

Erstmals erwähnt wird Hanwerth am 24. September 1358, als Johann von Hanefort als Zeuge in einer Urkunde dokumentiert wird. 1672 entstand im Ort eine Ölmühle, 1687 der Hanwerther Hammer, eine Eisenschmelze mit Hammerhütte. 1834 wurde sie durch eine Knochenmühle ersetzt, die von 1863 an als Mahlmühle betrieben wurde. Nebenan entstand 1866 die Hanwerthermühle als Ölmühle, die sich aber im Gemeindegebiet von Wahlrod befindet und heute unter dem Namen Hammermühle südlich der Einmündung des Mudenbach noch besteht. Für 1579 und 1589 werden in Hanwerth drei Häuser genannt, für 1624 (als Hanwertt) drei Feuerstätten, für 1714 werden in Oberhanwert und Niederhanwert fünf Mann gezählt, für 1746 vier und für 1793 drei Häuser. Den Zehnt musste Hanwerth 1794 an das Kirchspiel Kroppach abgeben. Bis ins frühe 18. Jahrhundert war der Ort im Amt Hachenburg in der Grafschaft Sayn-Hachenburg eigenständig, gehörte dann 1714 und 1749 zu Oberhattert und wurde 1816 im Zuge einer Verwaltungsvorschrift des Herzogtum Nassau ein Ortsteil von Mudenbach. 
Der Hanwerther Dorfbrunnen wurde 2011 restauriert.